# Seong Seung-Min
Seong Seung-Min (en coreano: 성승민; Daegu, 13 de mayo de 2003) es una deportista surcoreana que compite en pentatlón moderno. Participó en los Juegos Olímpicos de París 2024, obteniendo una medalla de bronce en la prueba individual.

## Palmarés internacional
| Juegos Olímpicos | Juegos Olímpicos | Juegos Olímpicos  | Juegos Olímpicos |
| Año              | Lugar            | Medalla           | Competición      |
| ---------------- | ---------------- | ----------------- | ---------------- |
| 2024             | París (Francia)  | Medalla de bronce | Individual       |